# Telecom Plus
Telecom Plus es un proveedor de multiutilidad pública ubicado en el Reino Unido. Suministra gas, electricidad, telefonía fija, banda ancha y servicios móviles a residencias y negocios. Se cotiza en la Bolsa de Valores de Londres. La empresa utiliza un modelo de marketing multinivel para reclutar clientes y distribuidores.

## Historia
La empresa fue fundada en 1996 como un negocio de telecomunicaciones. Su primer producto, lanzado en 1997, era un enrutamiento de llamadas de menor costo Smart Box, un gadget que se conecta a una toma de teléfono y luego las llamadas a las redes alternativas a un ritmo más barato que British Telecom.